# Giełda Papierów Wartościowych w Banja Luce
Giełda Papierów Wartościowych w Banja Luce (serb. Banjalučka berza, ang. Banja Luka Stock Exchange – BLSE) – giełda papierów wartościowych w Bośni i Hercegowinie; zlokalizowana w mieście Banja Luka.